# Piaggio P.7
Die Piaggio P.7 war ein Experimental- und Rennflugzeugprojekt des italienischen Herstellers Piaggio aus dem Jahre 1929. Geplant war der Einsatz bei Schneider-Pokal-Rennen.

## Geschichte
Der italienische Flugzeugkonstrukteur und Leiter der Entwicklungsabteilung von Piaggio Giovanni Pegna baute die Piaggio P.7 für die Schneider-Trophy im September 1929. Es entstand nur ein Prototyp, der ausgiebig auf dem Gardasee getestet wurde, aber niemals flog.

## Konstruktion

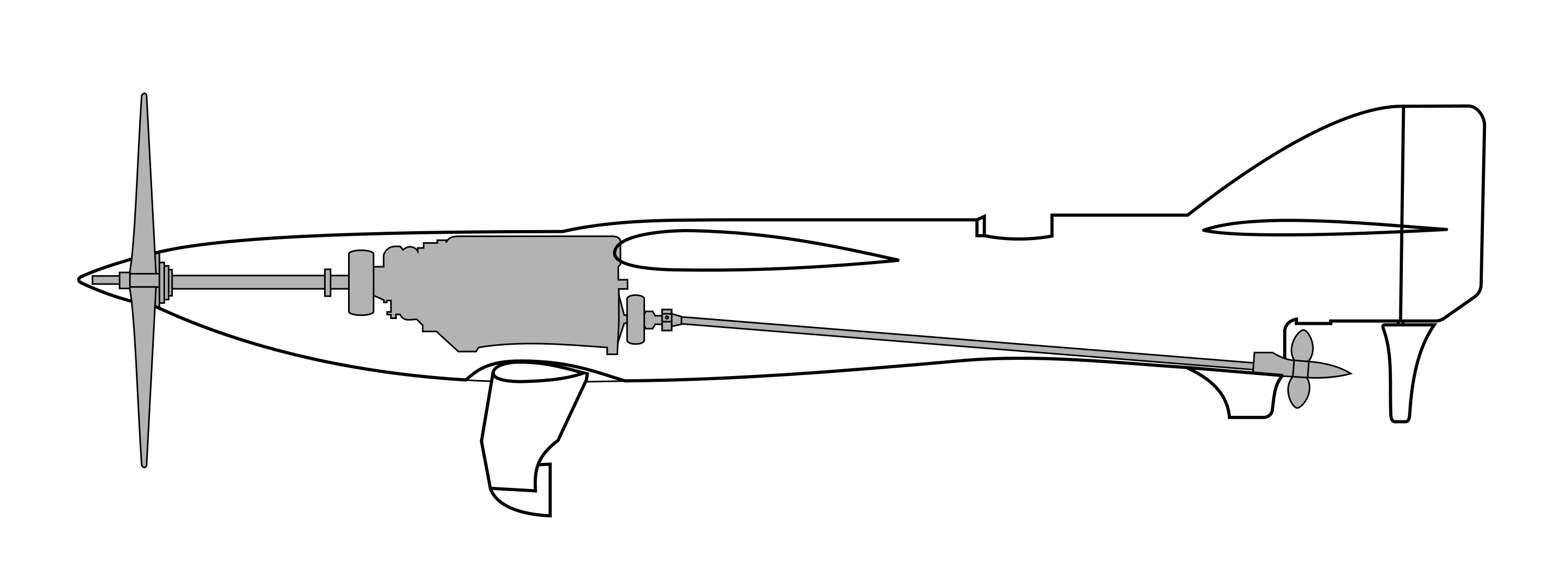
Konzept des Antriebs

Um Geschwindigkeitsvorteile gegenüber den konventionellen Wasserrennflugzeugen Ende der 1920er-Jahre zu erreichen, wurde bei der Konstruktion der P.7 auf die hydro- und aerodynamisch zunehmend kritischen Schwimmer verzichtet. Für den Start wurde das Flugzeug mittels Schiffspropellers beschleunigt und hob mit „Kufen“ aus dem Wasser, um wie ein Rennboot über das Wasser zu gleiten. Danach sollte der Hauptantrieb durch Umkoppeln vom Schiffspropeller auf die Luftschraube umgeleitet werden, um den weiteren Vortrieb aerodynamisch zu erzeugen. Massive Probleme beim Umkuppeln des Antriebsstranges des 723 kW (1000 PS) leistenden V-12-Motor führten zum Abbruch der Versuche.

## Technische Daten

Dreiseitenriss der Piaggio P.7

| Kenngröße             | Daten                                                                           |
| --------------------- | ------------------------------------------------------------------------------- |
| Besatzung             | 1                                                                               |
| Länge                 | 8,86 m                                                                          |
| Spannweite            | 6,76 m                                                                          |
| Höhe                  | 2,45 m                                                                          |
| Flügelfläche          | 8,45 m²                                                                         |
| Flügelstreckung       | 4,6                                                                             |
| Leermasse             | 1416 kg                                                                         |
| max. Startmasse       | 1686 kg                                                                         |
| Höchstgeschwindigkeit | 600 km/h                                                                        |
| Triebwerke            | 1 × flüssigkeitsgekühlter Kolbenmotor Isotta Fraschini-V-12 mit 850 PS (625 kW) |